# Viktor Brack
Viktor Brack, född 9 november 1904 i Haaren, Aachen, död 2 juni 1948 i Landsberg am Lech, var en tysk nazistisk politiker, ämbetsman och SS-officer. Brack var en av ledarna för Tredje rikets eutanasiprogram Aktion T4, inom vilket drygt 70 000 psykiskt och fysiskt funktionshindrade personer mördades. 
Efter andra världskriget ställdes Brack inför rätta vid Läkarrättegången, dömdes till döden och avrättades genom hängning.

## Biografi
Bracks far härstammade från Göttingen och var läkare. Hans mor var av volgatysk härkomst från Saratov. År 1922 anslöt sig Brack som frivillig till Reichswehr och kom att ingå i en utbildningsenhet under Eduard Dietl. Senare under 1920-talet studerade han jordbruksvetenskap och ekonomi vid Münchens tekniska universitet och blev diplomekonom 1928.

### NSDAP
År 1929 blev Viktor Brack medlem i Nationalsocialistiska tyska arbetarepartiet (NSDAP) och Schutzstaffel (SS). Följande år tjänstgjorde han tidvis som Heinrich Himmlers chaufför. Brack blev arbetslös 1932 men anställdes vid Bruna huset som stabschef åt Philipp Bouhler. Året efter Adolf Hitlers maktövertagande fick Bouhler i uppdrag att organisera Führerkansliet och Brack blev då dennes ställföreträdare. Därtill ledde han från 1936 Führerkansliets avdelning II, som hade till funktion att ta emot och undersöka kritik mot Adolf Hitler från personer i Tyskland. I november 1940 befordrades Brack till SS-Oberführer.

### Aktion T4
Genom ett dekret daterat den 1 september 1939, dagen då Tyskland anföll sin östra granne Polen, befullmäktigade Adolf Hitler riksledaren Philipp Bouhler och läkaren Karl Brandt med att genomföra programmet för barmhärtighetsdödande, eutanasiprogrammet. Detta fick kodnamnet "T4", vilket syftade på Tiergartenstrasse 4 i Berlin, där organisationen Gemeinnützige Stiftung für Heil- und Anstaltspflege hade sitt huvudkontor. Brack utsågs till operativ chef för Aktion T4.
I januari 1940 genomfördes ett gasningsexperiment på eutanasianstalten i Brandenburg (Tötungsanstalt Brandenburg). SS-officeren Christian Wirth hade tillsammans med kemisten August Becker installerat en gaskammare på 3 x 5 meter, kamouflerad som ett duschrum. Närvarande vid experimentet var, förutom Wirth, bland andra Brack, Brandt, Bouhler, Leonardo Conti och kemisten Albert Widmann. Omkring 15–20 manliga patienter stängdes in i gaskammaren och Widmann släppte på kolmonoxid från gascylindrar. Inom några minuter var samtliga patienter döda. Några av liken utvaldes för obduktion, medan de övriga omedelbart kremerades.
Under Läkarrättegången (1946–1947) vittnade Brack om att Heinrich Himmler efter 1941, då nazisternas utrotning av judar nått sin kulmen, beordrade Brack att kontakta läkare och finna sätt att sterilisera unga starka judar som var kapabla att arbeta för tyskarna i kriget. Metoden som skulle framtas innebar att offret skulle kunna steriliseras utan att själv vara medvetet om processen.
I mars 1941 hade Brack utfört sitt uppdrag och förberedde en rapport till Himmler, i vilken han beskrev en metod att sterilisera en patient med hjälp av röntgenstrålning; denna metod skulle användas i stor skala. Rapporten skickades i juni 1942. 
| Ärade Reichsführer! Av Europas 10 miljoner judar finns det minst 2–3 miljoner män och kvinnor som är arbetsdugliga. Jag anser att dessa skall utväljas för att avhjälpa vår brist på arbetskraft. Detta låter sig dock endast göras, om man samtidigt förhindrar dem att föröka sig. För ett år sedan avlade jag en rapport till er om de experiment som utfördes i detta syfte. Låt mig rekapitulera dessa fakta. Sterilisering, som normalt utförs på personer med ärftliga sjukdomar, är här uteslutet då ingreppet tar för lång tid och är för kostsamt. Kastrering med röntgenstrålning däremot är relativt kostnadseffektiv och han utföras på tusentals patienter under mycket kort tid. [–––] Om ni, Reichsführer, väljer denna möjlighet att bevara arbetskraft, är Reichsleiter Bouhler beredd att ställa läkare och annan personal till ert förfogande. Heil Hitler! Er Viktor Brack. |

Då Himmler fått kännedom om metoden beordrade han att metoden skulle testas i Auschwitz-Birkenau. En fransk läkare med judisk härkomst, som var fånge i Auschwitz mellan september 1943 och januari 1945, vittnade om att fångar där steriliserades av SS-läkare. Runt 100 manliga polacker som steriliserats där vittnade också. Enligt dem kastrerades de även senare av läkare vid förintelselägret.

### Operation Reinhard
Den 24 augusti 1941 beordrade Hitler att Aktion T4 skulle avbrytas, mycket på grund av den kritik som kommit från Romersk-katolska kyrkan. Två månader senare skickade dr Erhard Wetzel, tjänsteman vid Riksministeriet för de ockuperade östområdena, ett brev till Hinrich Lohse, rikskommissarie i Ostland. Wetzel föreslog, efter en idé av Brack, att personalen från Aktion T4, som nu var sysslolös, skulle kommenderas till Ostland för att där utföra massavrättningar med gas i samma stil som hade förekommit på eutanasiinstituten inom Aktion T4. Wetzels och Bracks uppslag kom dock inte att tillämpas; personalen från Aktion T4 kom istället att användas vid genomförandet av Operation Reinhard, massmordet på Generalguvernementets judiska befolkning.

### Waffen-SS
I augusti 1942 rekryterades Brack till 7. SS-Freiwilligen-Gebirgs-Division Prinz Eugen, en division inom Waffen-SS. Senare tjänstgjorde han i V. SS-Gebirgskorps.

### Rättegång

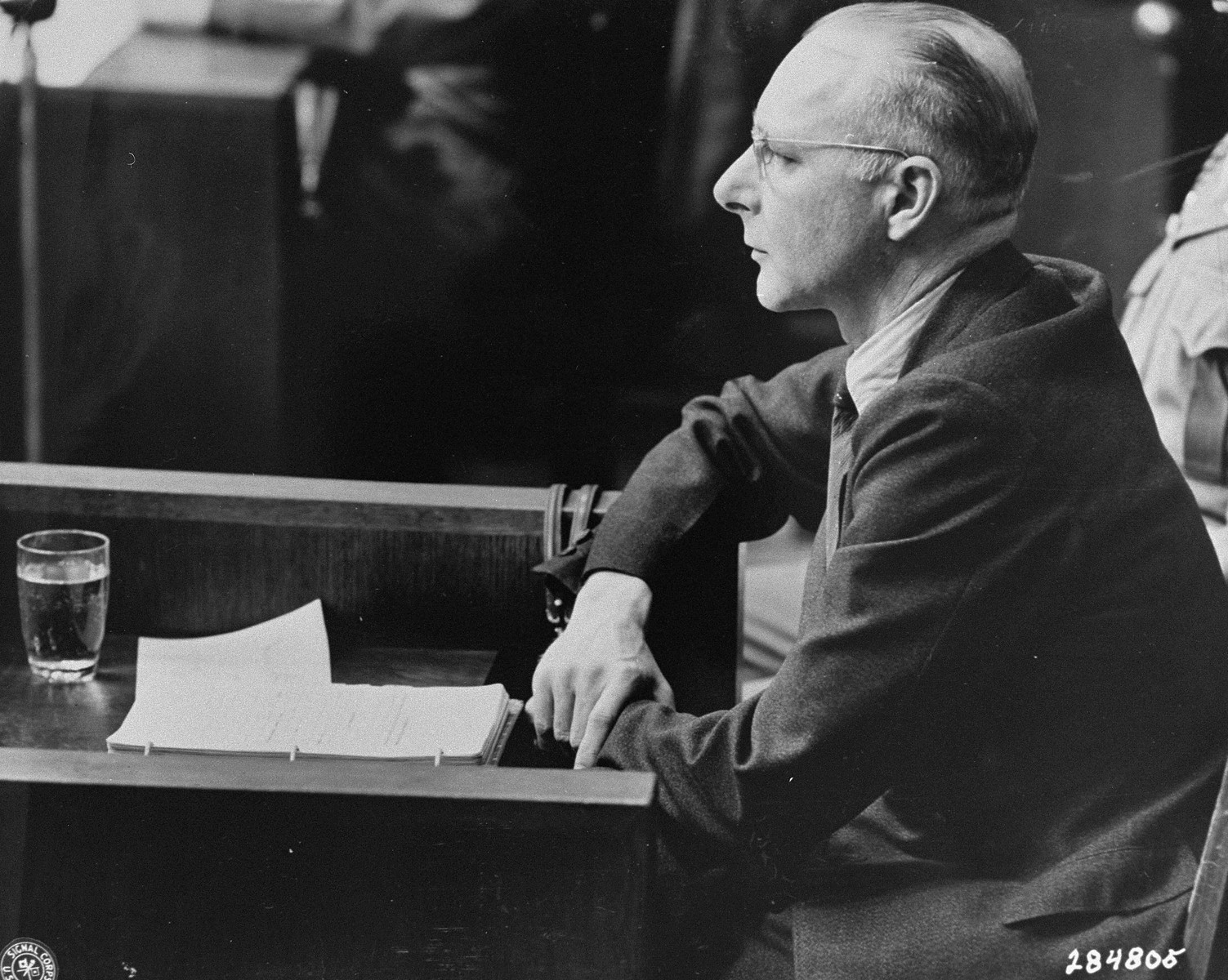
Viktor Brack vittnar vid Läkarrättegången.

Vid krigsslutet 1945 greps Brack av allierade soldater och internerades i avvaktan på rättegång. I december 1946 inleddes Läkarrättegången inom ramen för Nürnbergrättegångarna. Då högt uppsatta funktionärer inom Nazitysklands eutanasiprogram, bland andra Philipp Bouhler och Leonardo Conti, hade begått självmord, utgjorde Brack en av de huvudåtalade vid rättegången. Till sitt försvar anförde Brack att han aldrig ifrågasatte eutanasiprogrammets legitimitet, då det hade beordrats av Tredje rikets statsöverhuvud, det vill säga Adolf Hitler. Brack hävdade att han 1939 tilldelades uppgifter, vilkas omfattning han då inte hade möjlighet att överblicka. Vidare framhävde han att steriliseringen av judar utgjorde den sista möjligheten att rädda dessa från en säker död. Brack vidmakthöll att hans intentioner hade varit goda.

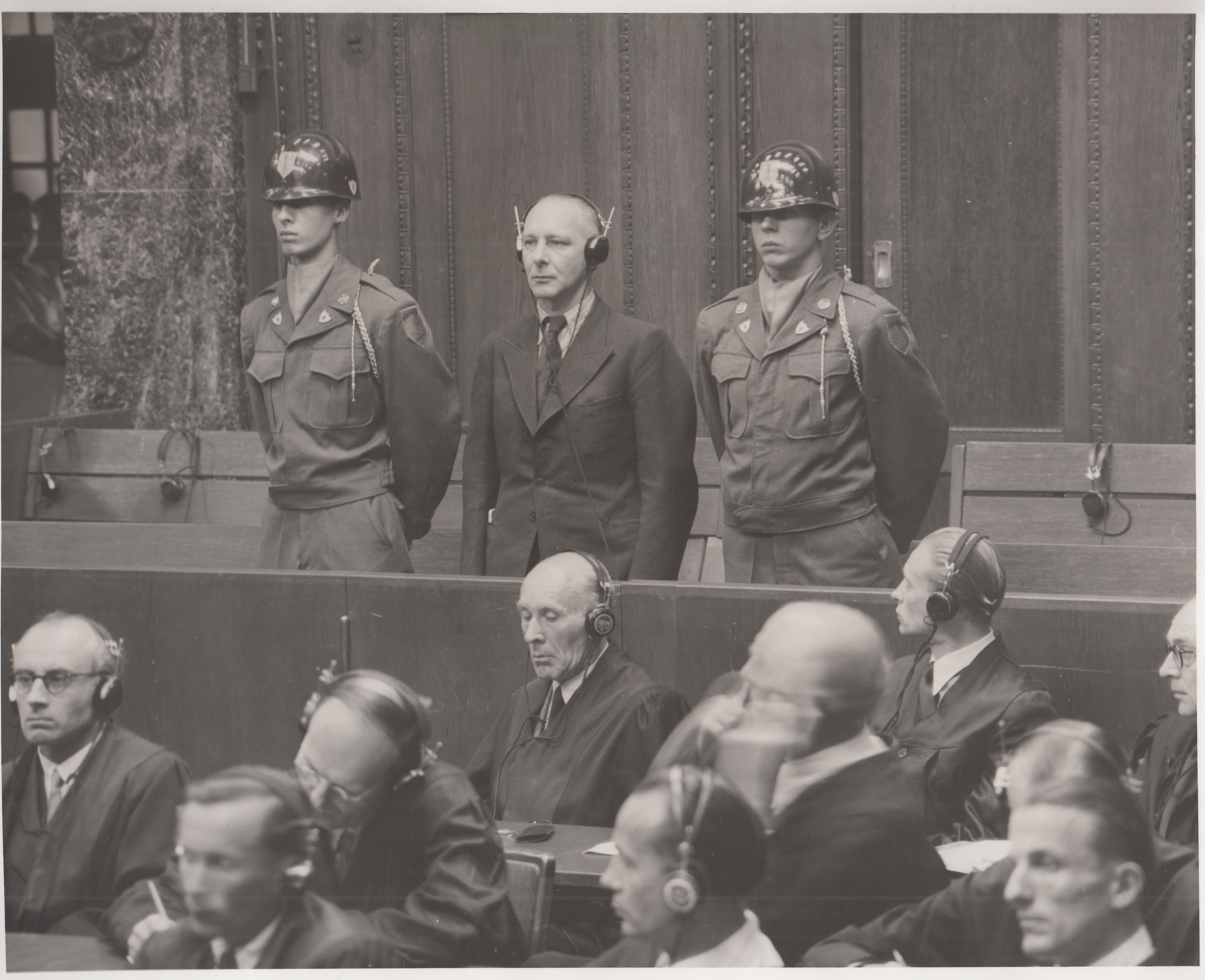
Viktor Brack tar emot sin dom.

Den 20 augusti 1947 avkunnades domarna; sju av de åtalade, däribland Viktor Brack, dömdes till döden för krigsförbrytelser och brott mot mänskligheten samt medlemskap i en organisation som bedömts vara kriminell, det vill säga SS. Brack avrättades genom hängning den 2 juni 1948.

## Befordringshistorik
- SS-Sturmbannführer: 1935
- SS-Obersturmbannführer: april 1936
- SS-Standartenführer: september 1937
- SS-Oberführer: november 1940

## Utmärkelser
- Järnkorset av andra klassen
- Krigsförtjänstkorset av andra klassen
- Krigsförtjänstkorset av första klassen
- NSDAP:s partitecken i guld
- NSDAP:s tjänsteutmärkelse i silver och brons
- SS tjänsteutmärkelse
- SS Hederssvärd
- SS-Ehrenring (Totenkopfring)